# The Bear (opéra)
Pour les articles homonymes, voir Bear.
The Bear sous-titré « extravaganza », est un opéra en un acte de William Walton sur un livret de Paul Dehn d'après la pièce éponyme L'Ours d'Anton Tchekhov. Composé pour une commande de Serge Koussevitsky et dédié à sa mémoire, il est créé le 3 juin 1967 au Jubilee Hall à Aldeburgh.

## Rôles
- Elena Ivanovna Popova, une veuve mezzo-soprano
- Grigory Stepanovich Smirnov, un propriétaire terrien baryton
- Louka, valet de Popova basse
- Deux hommes (rôles parlés)

## Argument
L'action se déroule en 1888 dans la maison de villégiature d'Elena Popova.